# أجيدريكيستا

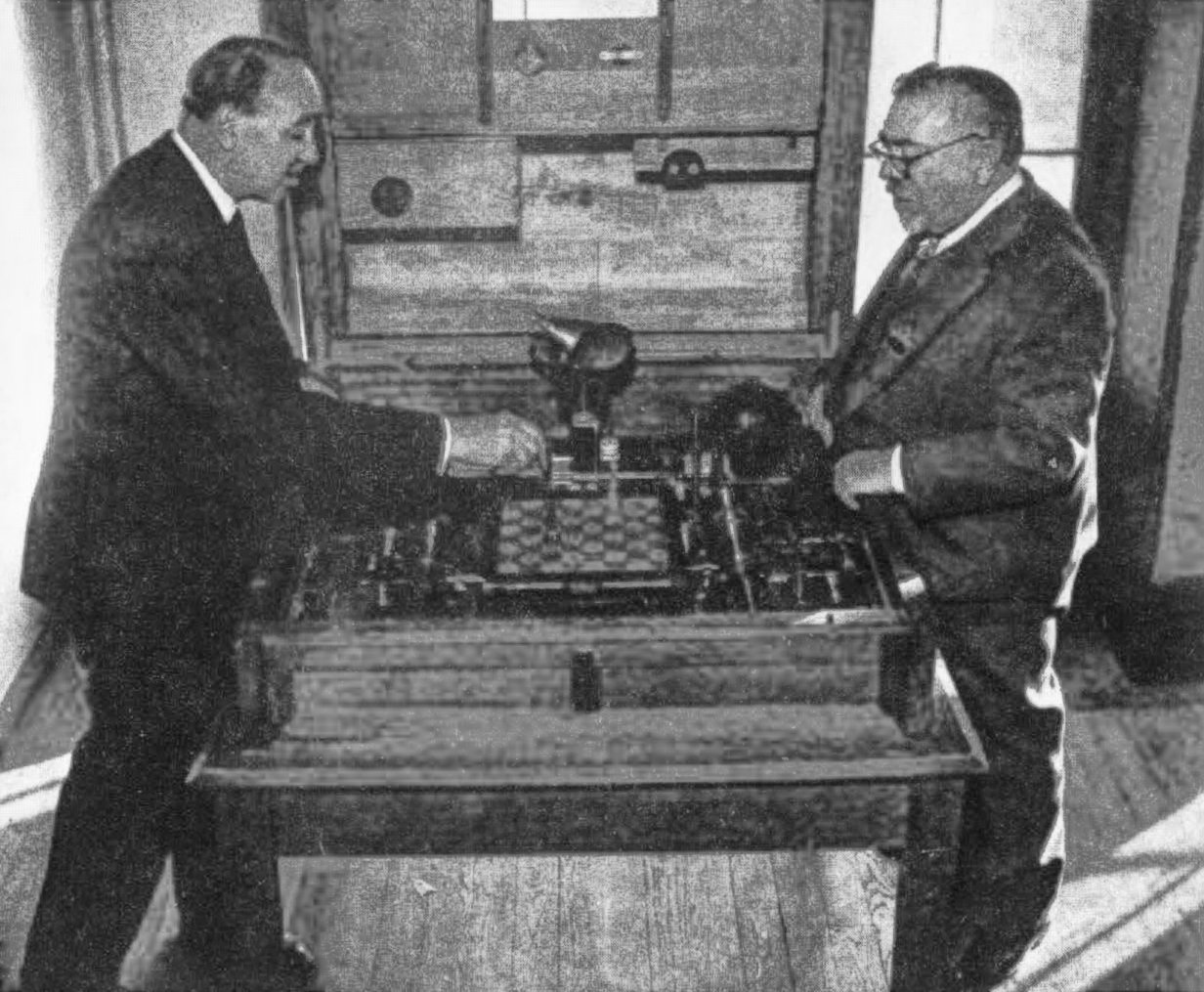
جينزو، أبن كيفيدو ، وهو يعرض آليته لنوربرت وينر في مؤتمر باريس للعلم السيبراني عام 1951.

الأجدريستا (بالإسبانية: El Ajedrecista) والتي تعني لاعب الشطرنج. هو لاعب شطرنج آلي بناه ليوناردو توريس إي كيفيدو عام 1912، ويعتبر من أول الآلات القادرة على لعب الشطرنج دون مساعدة البشر لها. على عكس 《التركي الآلي》 و《عجيب》 اللذان كان يوجد إنسان داخلهما، وقد كان قادراً على لعب نهاية مع ثلاث قطع شطرنج، بحيث كان عليه تحريك قلعة وملك لتنفيذ الإماتة ضد ملك وحيد.
وكان قادراً على تنفيذ الإماتة في كل مرة ولكن ليس ضمن الحد الأدنى لعدد الحركات، حتى أنه يتجاوز أحياناًالخمسين نقلة مما يعني التعادل على أرض اللوحة، ويعود هذا التأخير إلى الخوارزمية البسيطة التي يستخدمها الآلي لحساب الحركات. كما يمكنه التعرف على الحركات غير القانونية.
وقد عد البعض هذا الآلي أول حاسوب مصمم للعب لعبة في التاريخ.
وقد أحدث ضجة كبيرة عندما ظهر لأول مرة في جامعة باريس عام 1914. وقد ورد ذكره لأول مرة في مجلة Scientific American تحت عنوان "Torres and His Remarkable Devices" في 6 نوفمبر 1915.

## طريقة عملها
كانت القطع موصولة بقطعة معدنية في قاعدتها، وتوجد شبكة كهربائية اسفل اللوحة يستفاد منها في تحديد مواضع القطع.  وعندما يُحَرَك الملك الأسود يدويًا، تقوم الخوارزمية بحساب وتنفيذ أفضل نقلة تالية للاعب الأبيض أي أن عمق البحث لا يتعدى حركة واحدة.
في الإصدار الأول، وصلت القطع باللوحة كهربائيا، وكانت تحتوي على مصابيح تضيء عند تنفيذ الإماتة أو تهديد ملك الخصم.  
كما صنع جونزالو ابن ليوناردو آليًا نسخة محسنة من الأجدريستا في عام 1920، وكانت هذه النسخة تستعمل مغناطيسا كهربائيا موجودا أسفل اللوحة لتحريك القطع.  كما احتوت مؤثرًا صوتيًا، مع تسجيل صوتي يعلن عن إنتهاء اللعبة.
وكلا النسختين متوفرتان الآن في كلية المهندسين المدنيين والقنوات والموانئ في مدريد.